# Alfa Romeo Avio
La société Alfa Romeo Avio S.p.A., créée en 1941, est un constructeur italien réputé dans la production de moteurs pour l'aviation civile et militaire,.
À l'origine, la société était une division spécialisée du constructeur automobile italien Alfa Romeo. Elle a ensuite été intégrée dans le groupe mixte public-privé Aeritalia et, à partir de 1996, a été fusionnée dans le groupe Fiat, au sein de la filiale Fiat Aviazione. En 2003, le groupe Fiat a cédé sa filiale qui a été rebaptisée Avio.

## Histoire

### Les origines
Le premier moteur d'avion Alfa Romeo fut monté en 1910 sur un biplan Santoni-Franchini,. Cet avion était équipé du moteur 6 cylindres essence à pistons dérivé du moteur pour automobile, l'ALFA 24 HP,. 
Ce moteur qui développait une puissance de 36 ch, était l'œuvre de Giuseppe Merosi et permis à cet avion d'effectuer son premier vol officiel le 1er novembre 1910. Ce vol s'est déroulé aux alentours de Milan. Le biplan Santoni-Franchini décolla de Baggio, un quartier de Milan, et atterrit à San Siro,. L'activité de constructeur de moteurs aéronautiques de la société qui ne portait encore pas le nom "Alfa Romeo" se poursuivit même après que celle-ci fut rachetée par Nicola Romeo qui lui donnera son nom. En effet, durant la Première Guerre mondiale, la société reçut bon nombre de commandes de la part du Ministère de la guerre du royaume d'Italie pour la fabrication sous licence Isotta-Fraschini de 300 moteurs V6 pour bombardiers,. Une fois le conflit terminé, la société présenta son propre moteur V12 de 600 ch, mais en raison des restrictions d'après guerre, l'activité aéronautique d'Alfa Romeo fut provisoirement suspendue.
Cette activité reprendra en 1924 avec la production du moteur Jupiter. Ce moteur inaugurait une nouvelle formule dans les moteurs d'avions avec une configuration en étoile à 9 cylindres et un refroidissement par air. Ces moteurs équipèrent les avions de reconnaissance et d'observation IMAM Ro.1, Ro.1bis, Caproni Ca.97 et, de façon expérimentale, les bombardiers Caproni Ca.102, Ca.102quater et Ansaldo AC.3. En 1928, Pasquale Gallo, qui succéda à Nicola Romeo à la direction d'Alfa Romeo, réussit à remporter l'appel d'offres pour la fourniture de moteurs 7 et 9 cylindres en étoile refroidis par air,,.
À la fin des années 1920, Prospero Gianferrari, directeur d'Alfa Romeo, décide de plus encore diversifier l'activité de l'entreprise. Déjà constructeur réputé d'automobiles sportives et de course, de camions et autobus, il décida d'investir massivement dans le secteur aéronautique afin de concevoir et produire les moteurs d'avions de nouvelle génération. Le résultat de ce changement radical de stratégie sera la production, en 1932, du premier moteur spécifiquement aéronautique totalement conçu, développé et réalisé en interne par le "Biscione", le moteur Alfa Romeo D2. Ce moteur équipera, dans ses nombreuses versions, le fameux bombardier trimoteur Caproni Ca.101,. Durant cette décennie, tous les moteurs d'avion Alfa Romeo construits après le fameux D2 furent utilisés à grande échelle. Par exemple, le moteur Alfa Romeo 126 RC.34 a équipé pas moins de cinq avions différents : Savoia-Marchetti S.74, SM.75, SM.79, SM.81 et CANT Z.506. Bien d'autres moteurs d'avion réputés ont été conçus, développés et fabriqués par la marque au "Biscione" durant cette décennie sous la supervision du nouveau directeur général de la société Ugo Gobbato. On peut citer notamment les moteurs Alfa Romeo 125, 125 RC.35, 126 RC.10, 126 RC.34, 128 RC.18, 128 RC.21, 129 RC.32 et 135. Durant les années 1930, les moteurs d'avion Alfa Romeo confirmèrent leur suprématie avec les différents records mondiaux ainsi que leurs triomphes sportifs. Les moteurs Alfa Romeo qui ont équipé un très grand nombre d'avions militaires italiens de la Regia Aeronautica (armée de l'air du royaume d'Italie) ont largement contribué à écrire les pages les plus importantes de l'histoire de l'aviation italienne,.
À cette époque, la société Alfa Romeo disposait de sa propre technologie pour la fabrication des hélices de propulsion, que ce soient des hélices à pas fixe ou à pas variable, réalisées en duralium,. Au niveau des matériaux employés, Alfa Romeo inventa et fit breveter de nombreux alliages métalliques qui furent utilisés plus tard également dans la construction automobile. Un des alliages les plus connus et réputés mis au point par Alfa Romeo qui provenait de la recherche aéronautique fut le "Duralfa".

### La création de Alfa Romeo Avio

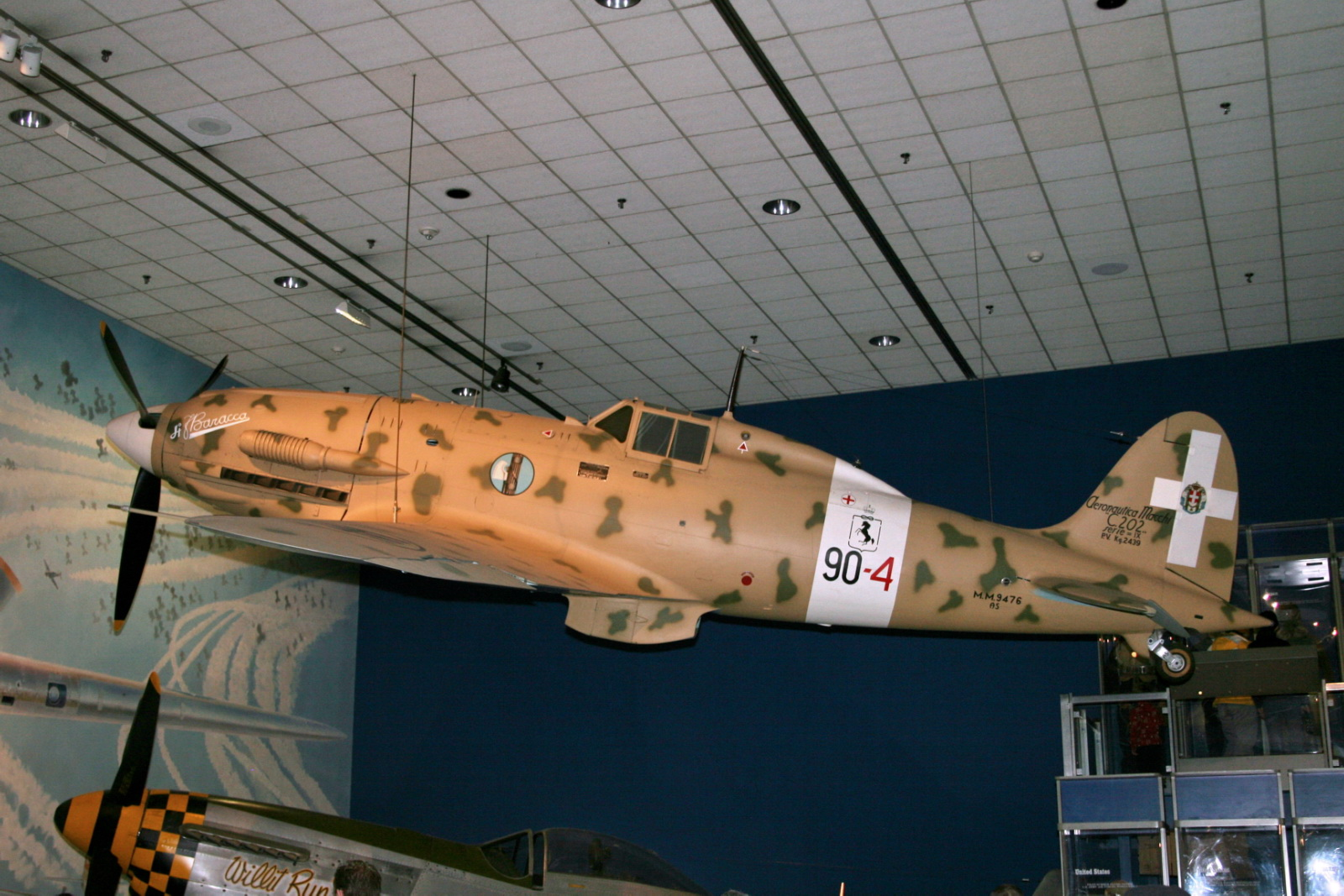
Un Macchi MC.202

Vers la fin des années 1930, la situation politique en Europe connaissait de profonds changements. Les rumeurs d'une guerre prochaine alimentaient les décisions des gouvernants de quasiment toutes les nations vers la course aux armements,. La production industrielle d'Alfa Romeo fut logiquement plus orientée vers la production de moteurs d'avions, camions et autres véhicules militaires, commandés par l'Italie en prévision du conflit armé. La production d'automobiles particulières civiles fut de ce fait réduite de façon importante pour faire face à l'augmentation des demandes de moteurs d'avions qui, au cours des années précédant la Seconde Guerre mondiale correspondait à quasiment 80 % du chiffre d'affaires du groupe Alfa Romeo. Dans ces conditions, la direction de l'entreprise décida, en 1938, de construire une usine spécifique destinée à la conception et la fabrication uniquement des moteurs d'avion à Pomigliano d'Arco, près de Naples. Ce site industriel est l'ancêtre du site actuel ultra moderne Fiat Auto - Gianbattista Vico de Pomigliano d'Arco. L'usine de moteurs d'avions Alfa Romeo de Pomigliano d'Arco a atteint durant ces années un niveau qualitatif impressionnant au point d'être reconnu comme l'un des plus avancés au monde. Avec l'avènement de la Seconde Guerre mondiale, Ugo Gobbato décida de doter la société automobile du "Biscione" d'une division d'entreprise spéciale à qui serait confiée la supervision des productions aéronautiques. C'est ainsi que fut constituée en 1941 la société Alfa Romeo Avio.
Quasiment tous les moteurs d'avions militaires produits par Alfa Romeo Avio durant cette période étaient des moteurs en étoile refroidis par air, à l'exception notoire du moteur Alfa Romeo RA 1000 RC.41 qui était un moteur dont la production avait été imposée par la Luftwaffe sous licence du Daimler-Benz DB 601 qui fut aussi monté sur les fameux avions e chasse italiens Reggiane Re.2001 et Macchi M.C.202, les meilleurs avions de ce type utilisés par la Regia Aeronautica et la Luftwaffe durant la Seconde Guerre mondiale,.
La Seconde Guerre mondiale a laissé de nombreux stigmates dans l'Usine Alfa Romeo de Portello comme sur le site de Pomigliano d'Arco, qui ont été tous deux considérés de première importance pour les approvisionnements en matériels de guerre. À cause de son importance stratégique, le 14 février et le 13 août 1943 l'usine milanaise subit deux  bombardements intensifs. Le coup de grâce arriva le 20 octobre 1944, quand eut lieu le plus important bombardement qu'à subit l'agglomération milanaise durant cette guerre avec la destruction totale de plus de 60 % de la structure du site industriel, entrainant de fait l'arrêt de la production et la fermeture du site. L'usine de Pomigliano d'Arco subira le même sort le 30 mai 1943, avec la destruction totale de plus de 70 % de tous les ateliers et bureaux.

### Les décennies suivantes
Une fois le conflit terminé et la paix retrouvée, la baisse des commandes militaires a conduit la direction de la marque, après avoir procédé à la reconstruction des sites de production, à convertir partiellement et provisoirement l'usine de Pomigliano d'Arco à la fabrication de voitures et de camions en plus de ses activités aéronautiques. Elle devint ainsi la seconde usine de la marque pour la fabrication de moteurs et carrosseries pour automobiles et de trolleybus, moteurs diesel, groupes électrogènes et de moteurs marins. Quelques mois plus tard, l'usine napolitaine repris ses activités de moteurs d'avions mais cette activité ne connut jamais la même intensité que durant la seconde partie des années d'avant guerre, sachant que l'activité portait essentiellement sur la maintenance des moteurs avec la fabrication des pièces de rechange.
En 1947, la gestion de l'usine de Pomigliano d'Arco fut transférée à la société "Metalmeccanica Meridionale". Cette société fut également chargée de la fabrication des moteurs. En 1948, l'activité d'assemblage des moteurs d'avion Alfa Romeo redémarra avec le moteur : l'Alfa Romeo 131 et les nouveaux moteurs Alfa Romeo 110 et 115,. Ces deux nouveaux moteurs connurent un vif succès car destinés à être montés sur des petits appareils civils de transport privé. En 1949, Alfa Romeo signa un accord de coopération avec les sociétés Fiat, SAI Ambrosini et Aermacchi pour la fabrication sous licence des avions de Havilland Aircraft Company. En fait, les avions produits étaient équipés de moteurs Fiat Aviazione et Alfa Romeo Avio. La même année, un évènement exceptionnel allait permettre aux entreprises aéronautiques italiennes de s'affirmer un peu plus avec la première traversée de l'atlantique avec un appareil SAI Ambrosini S 1001 "Grifo" équipé d'un moteur Alfa Romeo 110 de Milan à Buenos Aires en seulement 19 heures sans radio,. Le même avion renouvela son exploit en 1953 en traversant l'Arctique,.
Dans les années 1950, Alfa Romeo Avio poursuivra sa coopération avec Fiat Aviazione, grâce à laquelle elle se convertira aux propulseurs à réaction. Durant toute cette décennie, l'activité de la société n'avait toujours pas atteint le niveau d'avant guerre. En 1952, sur le site de Pomigliano d'Arco seuls 500 ouvriers et 160 cadres étaient employés sur des activités aéronautiques. En fin d'année 1952, l'usine revient dans le giron d'Alfa Romeo.

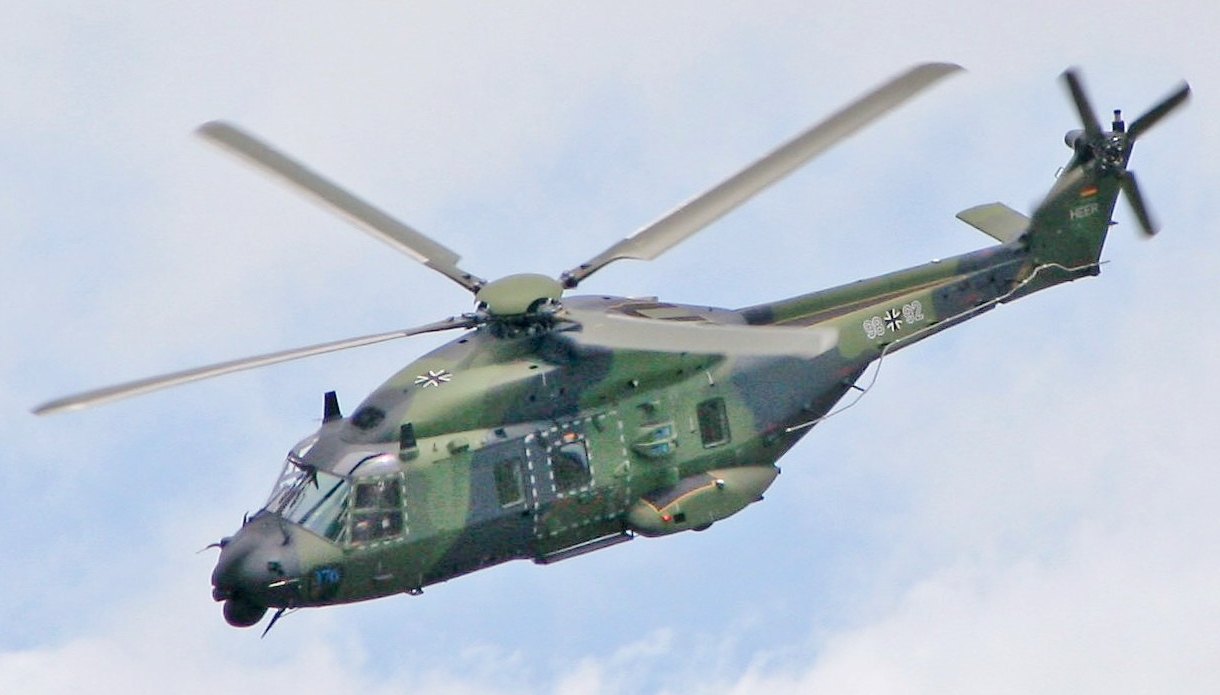
Un hélicoptère NH-90 TTH de la Bundeswehr.

En 1962, la direction d'Alfa Romeo décide la réorganisation de l'usine de Pomigliano d'Arco. En plus des sections "Automobiles" et "Moteurs Diesel", la division "Avio" est officiellement recréée. De fait, la société Alfa Romeo Avio reprenait une activité indépendante en s'intéressant à la maintenance des moteurs de sa propre production mais également des constructeurs étrangers comme Curtiss-Wright, Dart, Conway et Avon qui avaient été utilisés sur certains avions italiens mais surtout norvégiens. De plus, la division Avio fut sollicitée pour participer au développement d'un nouveau moteur à réaction européen à la demande de General Electric. Avec le redémarrage intensif de l'activité industrielle, la direction d'Alfa Romeo décida de mobiliser des ressources et d'investir pour favoriser le développement de sa filiale avec le recrutement de nombreux ingénieurs et techniciens. Le chiffre d'affaires de la société Alfa Romeo Avio progressa de 34 % entre 1968 et 1969. Alfa Romeo Avio était alors redevenu une référence dans le domaine aéronautique et exposait des propres productions dans tous les salons du monde,. La coopération avec Fiat Aviazione s'intensifia encore.
Pendant les années 1970, dans le secteur de l'aviation civile, Alfa Romeo Avio pouvait assurer la maintenance de tous types de moteurs à turbine en service dans les compagnies aériennes dont Alitalia. En ce qui concerne les avions militaires, chaque pays voulant conserver ses secrets, Alfa Romeo n'intervenait que sur les appareils de la flotte de l'Aeronautica Militare, l'armée de l'air italienne mais aussi sur les anciens moteurs à piston encore en service dans les autres armées. En 1974, Alfa Romeo Avio inaugure une coopération avec le constructeur britannique Rolls-Royce pour concevoir, développer et produire une turbine à gaz. En 1975, l'effectif d'Alfa Romeo Avio atteint un pic avec 2 000 salariés. Les commandes les plus importantes concernent des moteurs créés en coopération avec Pratt & Whitney, Rolls-Royce ou General Electric. En 1979, Alfa Romeo Avio remporta un vrai challenge en étant la première entreprise à concevoir, développer et fabriquer seule un moteur d'avion à turbopropulseur, l'Alfa Romeo AR318, qui équipera le Beechcraft King Air,. En 1981, Alfa Romeo Avio participa, en coopération avec les constructeurs italiens OTO Melara SpA et Fiat Aviazione, à la réalisation du missile supersonique Otomat 2.
En 1982, une participation de 10 % dans le capital d'Alfa Romeo Avio est cédée par Alfa Romeo à Aeritalia, cette participation augmentera jusqu'à 60 % en 1984. En 1986, lors de la vente des divisions "automobiles" et "véhicules industriels" Alfa Romeo au groupe Fiat, Alfa Romeo Avio est cédée intégralement à Aeritalia. Selon les directives européennes relatives à la privatisation des entreprises publiques, en 1996, Finmeccanica, propriétaire de Aeritalia se voit dans l'obligation de vendre sa division Aviation à Fiat Aviazione renommée Fiat Avio en 1989. Le chiffre d'affaires d'Alfa Romeo Avio en 1996 était de 300 milliards de £ires et comprenait 1 500 salariés,. Depuis 2003, Alfa Romeo Avio a été intégrée dans la nouvelle société Avio Aero.